# جزيرة بينانق
جزيرة بينانق (بالإنجليزية: Penang Island)‏ (لغة ملايو: Pulau Pinang; لغة صينية: 檳榔嶼 لغة تاميلية:பினாங்கு தீவு)، هي جزيرة في بينانق، ماليزيا. سميت باسم «جزيرة أمير ويلز» عندما احتلت في 12 أغسطس 1786 من قبل شركة الهند الشرقية البريطانية، وذلك تكريما لعيد ميلاد أمير ويلز، والذي أصبح في وقت لاحق الملك جورج الرابع. العاصمة جورج تاون سميت باسم حامل لقب الملك جورج الثالث.
يوجد في ماليزيا جزيرة أخرى تسمى «بولاو بينانق»، وهو موقع للغوص تقع في بحر الصين الجنوبي وجزء من حديقة جوهور البحرية، والتي تتكون من مجموعة من الجزر: بولاو أور، بولاو دايانغ، بولاو لانج، وبولاو بينانق نفسها.

## أعلام
- بيتا سيرجيانت